# ShootMania
ShootMania è uno sparatutto in prima persona realizzato da Nadeo e Ubisoft, ispirato alla serie di TrackMania. È stato annunciato ufficialmente il 15 febbraio 2012 . La pubblicazione ufficiale è avvenuta il 10 aprile 2013. Assieme ai suoi "giochi fratelli" TrackMania 2 e QuestMania, farà parte della serie Maniaplanet, condividendo gli stessi editor e le stesse funzioni multigiocatore.
Il primo paesaggio pubblicato è Storm, ispirato ad un ambiente medievale.